# Модель пропаганды
Модель пропаганды (англ. propaganda model) — теория Эдварда Хермана и Ноама Хомского, утверждающая наличие систематических перекосов в средствах массовой информации и объясняющая их экономическими причинами.
Теория впервые выведена в их книге «Производство согласия» (Manufacturing Consent: The Political Economy of the Mass Media). С точки зрения модели пропаганды, СМИ рассматриваются как предприятия, продающие товар — читателей и аудиторию (а не новости) — другим предприятиям (рекламодателям). Теория постулирует существование пяти типов «фильтров», которые определяют содержание материала (новостей и т. п.) в СМИ:
1. Принадлежность (владелец) СМИ;
2. Источник финансирования;
3. Источник информации;
4. Враждебная критика (flak);
5. Антикоммунистическая идеология.

Первые три рассматриваются авторами как основные.
Хотя модель построена для средств массовой информации США, Хомский и Херман считают её применимой для любой страны со схожими базовыми экономическими и организационными принципами, так как именно на них основывается теория.

## Фильтры

### Принадлежность
Херман и Хомский утверждают, что, поскольку основные СМИ являются крупными корпорациями или частью экономического конгломерата, их информация необъективна с учётом финансовых интересов владельца. Конгломераты часто включают предприятия вне традиционной сферы СМИ, поэтому их финансовые интересы охватывают широкие области. Согласно теории, новости, относящиеся к этой сфере будут испытывать наибольшее влияние внутренней цензуры и будут наиболее необъективны.
Поскольку при капиталистических отношениях выживают и процветают только предприятия с максимальной эффективностью по прибыли, успешные СМИ, согласно теории, должны быть принципиально необъективны в сферах, представляющих финансовый интерес для их владельцев.

### Финансирование
Поскольку СМИ сильно зависят от доходов от рекламы, то, согласно модели пропаганды, интересы рекламодателей имеют большее значение, чем объективность новостей. Хомский и Херман утверждают, что, как предприятия, СМИ предоставляют продукт своим клиентам. Продуктом является аудитория СМИ, а клиентами — рекламодатели. Согласно теории, новости являются просто «довеском» к настоящему содержимому — рекламе. Их целью является привлечение аудитории, и содержание, в первую очередь, определяется этой целью. Новостям, которые выводят аудиторию из «покупательного настроения» (то есть снижают её ценность для рекламодателей), будет, по теории, придан меньший вес, либо они вообще будут исключены.

### Источник информации
Третий фильтр основан на потребности СМИ в непрерывном потоке информации. Авторы утверждают, что в современном обществе, где потребителям нужна информация о многочисленных событиях по всему миру, источником могут быть только крупные предприятия и отделы правительства (например, Пентагон), так как только они обладают необходимыми материальными средствами. Отсюда, по мнению Хермана и Хомского, из-за экономической необходимости, возникают симбиотические отношения и сближение интересов между СМИ и правительством. С одной стороны, правительство и другие поставщики новостей делают по возможности простой покупку своих услуг (стр. 22):
- предоставляют способы получения информации;
- выдают журналистам копии выступлений и т. п. заранее;
- составляют расписание пресс-конференций с учётом времени выхода новостных программ;
- пишут пресс-релизы на удобном для СМИ языке;
- рассчитывают свои пресс-конференции и «возможности для фотографирования»

В свою очередь, СМИ не склонны публиковать статьи, которые противоречат интересам их поставщиков информации:

Очень трудно назвать власти, которые предоставляют тебе ежедневные новости, лжецами, даже если они говорят явную ложь.
Оригинальный текст (англ.)It is very difficult to call authorities on whom one depends for daily news liars, even if they tell whoppers.
— Manufacturing Consent: The Political Economy of the Mass Media, стр. 22
Такие взаимоотношения, по теории, также приводят к своеобразному «разделению труда», при котором у представителей властей есть факты и они их предоставляют, а репортёры лишь получают их. Журналисты должны вырабатывать некритический подход к этой информации, который позволяет им принять точку зрения источника и не испытывать при этом когнитивный диссонанс.

### Враждебная критика (flak)
По Хомскому и Херману, flak означает любые негативные отзывы (критику) на некоторое утверждение. Термин означает организованную кампанию дискредитации организации или личности, которая не соглашается или подвергает сомнению главную точку зрения (которая, по теории, устанавливается власть имущими). В отличие от первых трёх «фильтров», которые выводятся из рыночной целесообразности, flak характеризуется направленными и намеренными усилиями по управлению общественным мнением.

### Антиидеологии (замена начальной антикоммунистической идеологии) и страх
Пятым и последним новостным фильтром, который описывают Херман и Хомски является «антикоммунизм». «Как фабрикуется согласие» была написана во времена холодной войны. Хомский обновил модель, добавив слово «страх», или, как часто говорят, «враг», «злой диктатор», например, полковник Каддафи, Саддам Хусейна или Слободан Милошевич. Примером этого служат заголовки британских таблоидов «Smash Saddam!» и «Clobba Slobba!». Об этом же говорит обозначение экологов как «экотеррористов». The Sunday Times опубликовали серию статей в 1999 году, обвинив активистов из ненасильственной группы прямого действия «Reclaim The Streets» в хранении слезоточивого газа и оглушающего оружия.
Антиидеологии используют общественный страх и ненависть к группам, которые представляют возможную угрозу, либо действительную, преувеличенную или воображаемую. Согласно модели, коммунизм когда-то представлял первичную угрозу. Коммунизм и социализм представлялись как угрожающие свободам слова, передвижения, прессы и т. д.
С падением СССР, значимость и влияние идеологии антикоммунизма принципиально снизились. Приверженцы теории утверждают, что взамен появились новые, более подходящие к реалиям сегодняшнего дня, антиидеологии. Херман и Хомский видят в качестве возможной замены «антитерроризм».

## Эмпирическое подтверждение
После теоретического обоснования модели пропаганды, в книге «Как фабрикуется согласие» представлен большой раздел, в котором авторы пытаются проверить свои гипотезы. Если модель пропаганды является правильной, и фильтры содержания оказывают влияние на средства массовой информации, то можно ожидать особую форму предвзятости — ту, которая систематически выступает за корпоративные интересы.

### Примеры

#### Освещение «враждебных» стран
[Опросы] показывают, что все оппозиционные партии в Никарагуа вместе получил поддержку только 9 процентов населения, но у них есть 100 процентов от Стивена Кинзера.
Авторы приводят пример неспособности СМИ освещать вопрос о законности войны во Вьетнаме, в то же время преподнося советскую войну в Афганистане как акт агрессии.
Другое предубеждение — склонность усматривать «геноцид» в насильственных действиях во вражеской или недружественных странах, таких как Косово, игнорируя при этом большие проявления геноцида в союзных странах, таких случаях как индонезийская оккупации Восточного Тимора. Также предубеждения проявляется при освещении вопросов зарубежных выборов, давая благоприятную оценку мошенническим выборам в союзных странах, таких как Сальвадор и Гватемала, в то же время законные выборы во враждебных странах, таких как Никарагуа, подвергаются нападкам.

Исследование показывает, что во время подготовки к войне с Ираком, большинство СМИ выступали за вторжение в страну.

Хомский утверждает также, что средства массовой информации точно освещали такие события, как битва при Эль-Фаллудже, но из-за идеологической предвзятости, они действовали как проправительственная пропаганда. Хомский пишет, что при описании налета на больницу Фаллуджа The New York Times, «точно описывал битву при Фаллудже, но газета торжествовала… это было празднование текущих военных преступлений». Речь идёт об этом материале «Early Target of Offensive Is a Hospital».

#### Скандалы, связанные с утечками информации
Авторы указывают на предубеждения, согласно которым СМИ стараются освещать скандалы, которые касаются власти, игнорируя, при этом, скандалы, которые влияют на обычных людей. Крупнейшим примером этого было то, как американские СМИ освещали подробности Уотергейтского скандала, но игнорировали программу COINTELPRO. Хотя Уотергейт помог демократам, и только навредил людям политически, в то же время от COINTELPRO пострадали тысячи рядовых граждан. Другой приводимый пример — СМИ широко освещали скандал Иран-контрас, вопросы участия в нём людей у власти, таких как Оливер Норт, однако обошли стороной трагедию гражданских лиц, погибших в Никарагуа в результате деятельности «контрас», поддерживаемой США.
В интервью 2010 года Хомский сравнил освещение в СМИ утечки документов о войне в Афганистане, опубликованной Wikileaks, и отсутствие освещения в СМИ изучения серьёзных проблем со здоровьем в Эль-Фаллудже после применения войсками США фосфорных бомб. В то время как все писали о Wikileaks, не было ни одного освещения в СМИ о ситуации в Фаллудже, последствия войны в котором британские СМИ назвали «худшими, чем в Хиросиме».

## Применение модели

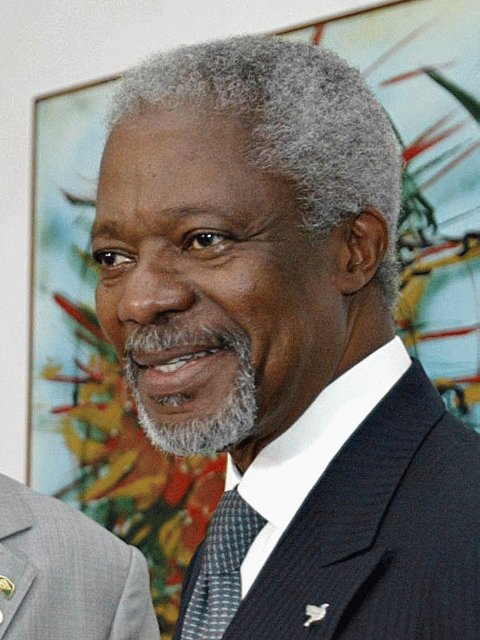
Кофи Аннан и Ричард Перл утверждают, что Иракская война не законна,, но об этом никогда не упоминается в американских СМИ.

С момента публикации «Как фабрикуется согласие» Херман и Хомски применили теорию на практике и уделяли ей много места в своих трудах, лекциях и теоретических основах. Хомский широко использовал объяснительную силу теории в своих интерпретациях основных отношений СМИ к широкому кругу событий, включая следующие:
- Война в Персидском заливе (1990), отказ сообщать в СМИ о мирных предложениях Саддама[13].
- Вторжение в Ирак (2003), отказ сообщать в СМИ о законности войны, несмотря на подавляющее общественное мнение в пользу того, что вторжение в Ирак могло произойти только с санкции ООН[14][15].
- Глобальное потепление, СМИ дают равное количество времени людям, которые отрицают изменения климата, несмотря на то, что только «около одного процента» климатологов принимают эту точку зрения[16]. Хомский отметил, что есть «три стороны», которых придерживаются, когда речь идёт об изменении климата (отрицатели, те, кто следует научному консенсусу и люди, которые думают, что консенсус недооценивает угрозу, исходящую от глобального потепления), но в дискуссиях в СМИ, как правило, игнорируют людей, которые говорят, что научный консенсус излишне оптимистичен[17].

## Влияние и отзывы
В тех редких случаях, когда модель пропаганды обсуждается в средствах массовой информации, обычно она получает много отзывов. В 1988 году, когда Хомски дал интервью Bill Moyers, в ответ пришло 1000 писем, больше чем когда бы то ни было за историю шоу. Когда Хомски дал интервью TV Ontario, шоу собрало 31321 звонков, что стало новым рекордом для канала. В 1996 году, когда Хомски дал интервью Эндрю Марра продюсер отметил, что обратная связь была «изумительной». Он отметил, что:
«Реакция аудитории была изумительной… Я никогда не работал над программой, которая собрала бы так много писем и звонков».
В мае 2007 года Хомски и Херман выступали в University of Windsor в Канаде, обобщая нововведения и отвечая на критику модели. Оба автора заявили, что они считают, что модель пропаганды по-прежнему необходима (даже больше, чем когда её ввели, сказал Херман), хотя они предлагают, что существует несколько областей, в которых, по их мнению, модель не дотягивает и должна быть расширена в свете последних событий.
В Windsor`е Хомски отметил, что за создание теории в первую очередь отвечает Эдвард С. Херман, несмотря на то, что Хомски поддерживает его. Со слов Хомски, он настаивал на том, чтобы имя Хермана шло первым на обложке «Как фабрикуется согласие» из-за его главной роли в исследовании и разработке теории.

### Исследования СМИ в других странах
Хомски дал комментарий в «ChomskyChat Forum» о применимости модели пропаганды в медиасреде других стран :
В её применении редко используют систематический подход. Существует работа по британским СМИ хорошей медиагруппы в университете Глазго. И интересная работа Марка Кертиса в книге Ambiguities of Power об освещении британскими СМИ Центральной Америки. Существует работа по Франции , в основном сделанная в Бельгии, также последняя книга Сержа Халими (редактора Le Monde diplomatique). Существует одно очень тщательное исследование, выполненное голландским аспирантом, применения методов Эда Хермана в изучении реакции США на выборы (Сальвадор, Никарагуа) в 14 крупных европейских газетах. [...] Интересные результаты. Обсуждаемые немного (наряду с некоторыми другими ) в сноске к 5 главе моей книги "Сдерживающая демократия".

### News The World
В июле 2011 года журналист BBC Пол Мейсон отметил, что дело News International бросило свет на тесные связи между прессой и политиками. Тем не менее, он утверждал, что закрытие после скандала крупнотиражной газеты News of the World лишь частично соответствовало модели пропаганды. Он обратил внимание на роль социальных медиа, говоря, что «крупные корпорации сократили расходы на рекламу» из-за «многих отзывов в социальных медиа» (отзывы были в основном связаны с раскрытием дела Милли Даулер, хотя Мейсон не переходит в такой уровень детализации).
Мейсон похвалил The Guardian за то, что газета рассказала правду о телефонных прослушках, но выразил сомнение в жизнеспособности газеты.
Одну часть доктрины Хомского доказали исключением. Он заявил, что газеты, которые говорят правду, не могут делать деньги. The Guardian… действительно потеряла много денег и благодаря этому может работать теперь в течение трёх лет.

## Критика

### The Anti-Chomsky Reader
Эли Лерер из консервативного аналитического центра Американского института предпринимательства критиковала теорию в книге The Anti-Chomsky Reader. По Лерер, тот факт, что газеты, такие как New York Times и Wall Street Journal, имеют разногласия, доказывает то, что средства массовой информации не являются монолитной сущностью. Лерер также считает, что СМИ не могут иметь корпоративный уклон, потому что публикуют финансовые отчёты корпораций и сообщают о корпоративном взяточничестве. Лерер утверждает, что модель сводится к марксистской концепции правого ложного сознания.
Херман и Хомски заявили, что средства массовой информации «не являются твёрдым монолитом», но что они представляют собой полемику между мощными интересами, игнорируя при этом точки зрения, которые бросают вызов «фундаментальным предпосылкам» всех этих интересов. Например, во время войны во Вьетнаме существовали разногласия среди представителей СМИ по тактике, чтобы обойти вниманием более широкий вопрос о легальности и легитимности войны (см. Освещение «враждебных» стран). Кроме того, Хомски сказал, что в то время как средства массовой информации борются против взяточничества, они не выступают против легального расширения прав и возможностей корпораций, что является отражением мощных интересов, которые предсказывает модель. Херман и Хомски также сказали, что модель не стремится решить вопросы, связанные с «эффектами СМИ на публику», которые могут быть неэффективными в формировании общественного мнения. Эдвард Херман заявил, что «критики не поняли, что модель пропаганды ─ о том, как работают СМИ, а не о том насколько они эффективны».

### Inroads: A Journal of Opinion
Гарет Морли утверждает в своей статье Inroads: A Journal of Opinion, что сравнение широкого освещения израильского жестокого обращения с протестующими с небольшим освещением подобных (или намного худших) событий в странах Африки южнее Сахары — плохой пример. Хомски ответил, что испытывая модель, нужно тщательно подбирать примеры, чтобы контролировать причины расхождений, не связанные с политическим уклоном. Например, общее освещение этих двух регионов должно быть схоже. В этом примере, согласно Хомскому, такого не наблюдается: новости из Израиля (в любой форме) является гораздо более распространённым явлением, чем новости из стран Африки южнее Сахары.

### New York TimesReview
Историк Уолтер Лафибер критиковал книгу «Как фабрикуется согласие» за преувеличения, в частности, в отношении отчётности по Никарагуа и не удовлетворительное объяснение, как всемогущая пропагандистская система позволила заблокировать военную помощь для повстанцев. Херман ответил в письме, что система не «всемогущая», и что Лафибер не изучил главную точку зрения авторов относительно Никарагуа. Лафибер ответил, что:
Г-н Херман хочет иметь и то и другое: утверждать, что ведущие американские журналы «мобилизуют предвзятость», но возражать, когда я привожу сильные примеры, которые ослабляют тезис книги. Если средства массовой информации настолько безоговорочно плохи, книга должна, по крайней мере объяснить, почему так много публикаций (в том числе моя собственная) нападают на политику президента Рейгана в Центральной Америке.

## Видео
- 'Noam Chomsky — The Political Economy of the Mass Media — Part 1'
- 'The Myth of the Liberal Media: The Propaganda Model of News'
- Chomsky «Media» interview by Andrew Marr The Big Idea, 1996
- Noam Chomsky in conversation with Jonathan Freedland. British Library exhibition: Propaganda, Power and Persuasion. March 19, 2003.